# パット・ヴァン・デン・ハウヴェ
パトリック・ウィリアム・ロジャー・ヴァン・デン・ハウウェ（Patrick William Roger Van Den Hauwe, 1960年12月16日 - ）は、ベルギー・オースト＝フランデレン州・デンデルモンデ出身の元サッカー選手。元サッカーウェールズ代表。ポジションはDF。

## クラブ経歴
ベルギーのデンデルモンデで産まれるが、ロンドンで幼少期を過ごした。1977年にバーミンガム・シティFCのユースチームに加入。1978年に17歳で1部リーグデビューを果たした。1981-82シーズンからスタメンに定着した。バーミンガムでは公式戦143試合に出場した。
1984年9月にエヴァートンFCへ10万ポンドの移籍金で加入。1年目の1984-85シーズンのリーグ優勝とUEFAカップウィナーズカップ制覇の2冠に貢献。その後の1986-87シーズンの2年ぶりのリーグ優勝にも貢献した。2度のリーグ優勝を経験したが、ヘイゼルの悲劇によりUEFAチャンピオンズカップへ出場することは出来なかった。
1989年、57万5000ポンドの移籍金でトッテナム・ホットスパーFCへ移籍。1990-91シーズンにはFAカップ優勝に貢献した。トッテナムでは4年間で116試合のリーグ戦に出場したが、得点は無かった。
1993年にミルウォールFCへ移籍した後、1996年からは南アフリカへと渡り、選手やコーチとして現地のチームに所属した。

## 代表経歴
英国市民権を持っていたため、イギリスのイングランド代表、スコットランド代表、ウェールズ代表、北アイルランド代表の4つの代表チームでプレーする資格を有していた。ボビー・ロブソン率いるイングランド代表とギー・ティス率いるベルギー代表からも勧誘があったが、エヴァートンFCのチームメイトであるネヴィル・サウスオールらの勧誘もあり、マイク・イングランド率いるウェールズ代表を選択した。この決断は当時、ヴァン・デン・ハウヴェがウェールズに祖先を持っていたから、とマスコミで推測されたが、後に自身が書いた自伝に祖先はいなかったと綴っている。
ウェールズ代表としては13試合の出場に留まり、チームもFIFAワールドカップやUEFA欧州選手権に出場することは無かった。

## その他
1993年にローリング・ストーンズのベーシスト、ビル・ワイマンの元妻であるマンディ・スミスと結婚した。しかし、1997年に離婚している。

## タイトル
エヴァートン
- リーグ:1984-85,1986-87
- FAチャリティ・シールド:1985,1986,1987
- UEFAカップウィナーズカップ:1984-85

トッテナム
- FAカップ:1990-91
- FAチャリティ・シールド:1991